# Houston Texans 2013
La stagione 2013 degli Houston Texans è stata la dodicesima della franchigia nella National Football League, l'ottava con Gary Kubiak come capo-allenatore che fu però licenziato dopo la settimana 14, in seguito a una striscia di undici sconfitta consecutive. Il coordinatore difensivo Wade Phillips assunse così il ruolo di capo-allenatore ad interim. Malgrado fosse partita con l'ambizione di raggiungere il primo Super Bowl della sua storia, la squadra terminò col peggior record della NFL, 2-14. Fu la prima volta che una squadra, dopo avere vinto le prime 2 partite, perse tutte le successive 14.

## Draft NFL 2013
| Giro | Scelta | Giocatore          | Ruolo  | College            |
| ---- | ------ | ------------------ | ------ | ------------------ |
| 1    | 27     | DeAndre Hopkins    | WR     | Clemson            |
| 2    | 57     | D.J. Swearinger    | FS     | South Carolina     |
| 3    | 89     | Brennan Williams   | OT     | North Carolina     |
| 3    | 95*    | Sam Montgomery     | OLB/DE | LSU                |
| 4    | 124    | Trevardo Williams  | OLB/DE | Connecticut        |
| 6    | 176    | David Quessenberry | OT     | San Jose State     |
| 6    | 195    | Alan Bonner        | WR     | Jacksonville State |
| 6    | 198    | Chris Jones        | DT     | Bowling Green      |
| 6    | 201*   | Ryan Griffin       | TE     | Connecticut        |

Note
* Scelta compensatoria

## Staff
| Staff degli Houston Texans nel 2013 |
| --- |
| Organi dirigenziali - Fondatore/Chairman/CEO: Bob McNair - Vice Chairman: Philip Burguières e D. Cal McNair - Presidente: Jamey Rootes - EVP/General manager: Rick Smith Capo allenatore - Wade Phillips (ad interim) Altri allenatori - Assistente dell'allenatore capo/Defensive line: Bill Kollar - Sviluppo della forza e della condizione: Cedric Smith - Assistente sviluppo della forza e della condizione: Matt Schiotz Allenatori dell'attacco - Coordinatore dell'attacco: Rick Dennison - Assistente dell'attacco: Dan Hammerschmidt - Quarterback: Karl Dorrell - Running Back: Chick Harris - Wide Receiver: Larry Kirksey - Assistente Wide Receiver: Marc Lubick - Tight End: Brian Pariani - Offensive Line: John Benton - Assistente Offensive Line: Jim Ryan Allenatori della difesa - Coordinatore della difesa: Wade Phillips - Assistente Defensive Line: Jeff Zgonina - Linebacker: Reggie Herring - Assistente Linebacker: Bobby King - Defensive Back: Vance Joseph - Assistente Defensive Back: Perry Carter Allenatori dello special team - Coordinatore dello Special Team: Bob Ligashesky |

## Roster
| Roster degli Houston Texans nel 2013 |
| --- |
| Quarterback - 7 Case Keenum - 8 Matt Schaub - 13 T.J. Yates Running Back - 23 Arian Foster - 33 Greg Jones FB - 44 Ben Tate - 43 Cierre Wood Wide Receiver - 10 DeAndre Hopkins - 18 Lestar Jean - 80 Andre Johnson - 82 Keshawn Martin - 11 DeVier Posey Tight End - 81 Owen Daniels - 88 Garrett Graham - 84 Ryan Griffin Offensive Linemen - 79 Brandon Brooks G - 76 Duane Brown T - 66 Andrew Gardner T - 68 Ryan Harris T - 60 Ben Jones C - 55 Chris Myers C - 75 Derek Newton T - 77 David Quessenberry T - 74 Wade Smith G - 67 Cody White G Defensive Linemen - 93 Jared Crick DE - 96 Tim Jamison DE - 97 Terrell McClain NT - 92 Earl Mitchell NT - 99 J.J. Watt DE Linebacker - 50 Bryan Braman LB - 56 Brian Cushing ILB - 52 Tim Dobbins LB - 63 Willie Jefferson OLB - 53 Joe Mays ILB - 59 Whitney Mercilus LB - 57 Sam Montgomery OLB - 58 Brooks Reed OLB - 51 Darryl Sharpton ILB - 47 Justin Tuggle OLB Defensive Back - 34 A.J. Bouye CB - 26 Brandon Harris CB - 25 Kareem Jackson DB - 24 Johnathan Joseph CB - 31 Shiloh Keo S - 38 Danieal Manning S - 21 Brice McCain CB - 35 Eddie Pleasant SS - 20 Ed Reed FS - 36 D.J. Swearinger SS Special Team - 4 Randy Bullock K - 9 Shane Lechler P - 46 Jon Weeks LS Lista delle riserve - 16 Alan Bonner WR (IR) - -- Evan Frierson ILB (IR) - 17 Alec Lemon WR (IR) - 94 Antonio Smith DE (Sospeso) - 73 Brennan Williams T (IR) - 54 Trevardo Williams OLB/DE (IR) Squadra di allenamento - 45 Zach Boren FB - 98 Keith Browner Jr. DE - 22 Roc Carmichael CB - 12 Andy Cruse WR - 37 Ray Graham RB - 62 Alex Kupper C/G - 70 Nate Menkin T - 87 Uzoma Nwachukwu WR 53 attivi, 6 inattivi, 8 nella squadra di allenamento, 0 free agent |
| Legenda - I rookie sono in corsivo. - Il primo ruolo è il principale mentre gli eventuali successivi indicano i ruoli secondari. - (IR) sta per Injured Reserve ed indica la lista ristretta per un solo giocatore infortunato che può tornare ad allenarsi dopo la settimana 6 e a rientrare in prima squadra dopo che questa ha giocato 8 partite. - (NF-Inj.) / (NF-Ill.) stanno rispettivamente per Non-Football Injured e Non-Football Illness ed indicano le liste dove viene inserito un giocatore che ha un infortunio o una malattia non dipendente dal football americano. - (PUP) sta per Physically Unable to Perform ed indica la lista dove viene inserito un giocatore mentre è in attesa di recuperare la condizione fisica. Nella stagione regolare dopo la sesta partita giocata dalla propria squadra, il giocatore ha tempo tre settimane per riprendere ad allenarsi, più tre settimane aggiuntive dal suo rientro agli allenamenti per rientrare in prima squadra. |

## Calendario

### Stagione regolare
| Turno | Data               | Ora                | Avversario             | Risultato          | Risultato          | Stadio                        | TV                 | Tabellino          |
| Turno | Data               | Ora                | Avversario             | Punteggio          | Record             | Stadio                        | TV                 | Tabellino          |
| ----- | ------------------ | ------------------ | ---------------------- | ------------------ | ------------------ | ----------------------------- | ------------------ | ------------------ |
| 1     | 9/9                | 9:20 p.m. CDT      | @ San Diego Chargers   | V 31–28            | 1–0                | Qualcomm Stadium              | ESPN               | Recap              |
| 2     | 15/9               | 12:00 p.m. CDT     | Tennessee Titans       | V 30–24 (DTS)      | 2–0                | Reliant Stadium               | CBS                | Recap              |
| 3     | 22/9               | 12:00 p.m. CDT     | @ Baltimore Ravens     | S 9–30             | 2–1                | M&T Bank Stadium              | CBS                | Recap              |
| 4     | 29/9               | 12:00 p.m. CDT     | Seattle Seahawks       | S 20–23 (DTS)      | 2–2                | Reliant Stadium               | Fox                | Recap              |
| 5     | 6/10               | 7:20 p.m. CDT      | @ San Francisco 49ers  | S 3–34             | 2–3                | Candlestick Park              | NBC                | Recap              |
| 6     | 13/10              | 12:00 p.m. CDT     | St. Louis Rams         | S 13–38            | 2–4                | Reliant Stadium               | Fox                | Recap              |
| 7     | 20/10              | 3:25 p.m. CDT      | @ Kansas City Chiefs   | S 16–17            | 2–5                | Arrowhead Stadium             | CBS                | Recap              |
| 8     | Settimana di pausa | Settimana di pausa | Settimana di pausa     | Settimana di pausa | Settimana di pausa | Settimana di pausa            | Settimana di pausa | Settimana di pausa |
| 9     | 3/11               | 7:20 p.m. CST      | Indianapolis Colts     | S 24–27            | 2–6                | Reliant Stadium               | NBC                | Recap              |
| 10    | 10/11              | 3:25 p.m. CST      | @ Arizona Cardinals    | S 24–27            | 2–7                | University of Phoenix Stadium | CBS                | Recap              |
| 11    | 17/11              | 12:00 p.m. CST     | Oakland Raiders        | S 23–28            | 2–8                | Reliant Stadium               | CBS                | Recap              |
| 12    | 24/12              | 12:00 p.m. CST     | Jacksonville Jaguars   | S 6–13             | 2–9                | Reliant Stadium               | CBS                | Recap              |
| 13    | 1/12               | 12:00 p.m. CST     | New England Patriots   | S 31–34            | 2–10               | Reliant Stadium               | CBS                | Recap              |
| 14    | 5/12               | 7:25 p.m. CST      | @ Jacksonville Jaguars | S 20–27            | 2–11               | EverBank Field                | NFLN               | Recap              |
| 15    | 15/12              | 12:00 p.m. CST     | @ Indianapolis Colts   | S 3–25             | 2–12               | Lucas Oil Stadium             | CBS                | Recap              |
| 16    | 22/12              | 12:00 p.m. CST     | Denver Broncos         | S 13–37            | 2–13               | Reliant Stadium               | CBS                | Recap              |
| 17    | 29/12              | 12:00 p.m. CST     | @ Tennessee Titans     | S 10–16            | 2–14               | LP Field                      | CBS                | Recap              |

LEGENDA
Gli avversari della propria division sono scritti in grassetto.